# Richard Eden
Richard Eden (Toronto, 13 febbraio 1956) è un attore canadese, noto per aver interpretato Alex Murphy / RoboCop nella serie televisiva RoboCop. È stato nominato a un Daytime Emmy nel 1987 per il ruolo di Brick Wallace in Santa Barbara.

## Filmografia

### Cinema
- Un poliziotto per amico (Liberty & Bash), regia di Myrl A. Schreibman (1989)
- Shootfighter - Scontro mortale, regia di Patrick Allen (1993)
- Nemico pubblico, regia di Tony Scott  (1998)

### Televisione
- Santa Barbara – soap opera (1984-1987)
- I racconti della cripta (Tales from the Crypt) – serie TV (1989)
- Tarzan – serie TV (1991)
- RoboCop – serie TV (1994) - Alex Murphy/RoboCop
- Total Recall 2070 – serie TV (1999)
- Pianeta Terra - Cronaca di un'invasione – serie TV (1999)
- Relic Hunter – serie TV, episodio 2x03 (2000)

## Doppiatori italiani
- Luca Ward in RoboCop
- Andrea Ward in Santa Barbara
- Claudio Moneta in Un poliziotto per amico
- Mauro Gravina ne I racconti della cripta